# Историјски архив „31. јануар“ Врање
Историјски архив „31. јануар” је основан на седници Среског већа и Већа произвођача Народног одбора среза Врање 31. марта 1962, а са радом је отпочео 1. новембра исте године. Задатак архива је да прикупља, чува, штити, обрађује и публикује архивску грађу и омогућује њену научну службену и другу употребу, да унапређује архивистичку службу, сарађује са свим архивским и сродним установама у земљи у циљу унапређења архивске службе и размене искустава.

## Историја
Историјски архив у Врању је основан од стране Народног одбора среза Врање 31. марта 1962. као Историјски архив среза Врање, а са радом је почео 1. новембра исте године. У надлежности ове установе су биле општине Врање, Владичин Хан, Власе, Врањска Бања, Власина Округлица, Бујановац, Босилеград, Прешево, Сурдулица и Трговиште.
Првобитан назив је промењен у Државни архив 13. децембра 1962. и под тим називом је радио до 24. фебруара 1971. када је на седници Радне заједнице архива донета одлука да носи назив Историјски архив. Коначан назив Историјски архив „31. јануар” је добио 19. марта 1979. по датуму ослобођења Врања 1878. године. Ова установа је своју делатност започела у Селамлуку, а 1963. године је премештена у Пашин конак који није задовољавао услове за рад служби архива и смештај архивске грађе због недовољног простора и недостатка полица. Пресељењем у нови објекат Дома културног центра 1977. су створени повољнији услови за рад свих служби и смештај архивске грађе. Међутим, у нови објекат је премештен само један део архивске грађе док је већи део две године био у згради Гимназије, а потом опет враћен у Пашин конак где су и даље били веома неповољни услови за њено чување. Године 1986. са изградњом депоа у површини од 564 метара квадратних у објекту Дома културног центра су створени адекватни услови за смештај целокупне архивске грађе. У депоима архива је смештено 280 фондова и шест збирки у дужини од око 2000 метара дужних архивске грађе од чега највећи део припада другој половини 20. века. Из периода друге половине 19. и прве половине 20. века архив поседује архивску грађу у дужини од око 30 метара дужних, та документа припадају фондовима Начелства округа врањског, Манастира Прохора Пчињског, српске православне црквене општине, удружења занатлија, банака, Окружног суда у Врању и Среског суда у Прешеву.
Из тог периода су и два лична фонда, фондови појединих школа, црквене матичне књиге, појединачна документа и фотографије. Најстарији документ је „Књига добровољних прилога хришћана” Саборне цркве у Врању из 1858. године. Највећи део архивске грађе друге половине 20. века припада органима управе, друштвено-политичким организацијама и удружењима и привредним предузећима, а мањи део просветном и културном животу подручја. Сви фондови који су примљени у архив су уписани у Књигу пријема архивске грађе. Највећим делом је архивска грађа доспела у архив преузимањем од регистратура, а знатно ређе откупима и донацијама. За све фондове је урађен Општи инвентар, а приликом сређивања се раде Сумарни инвентари. За фондове „Начелство округа врањског”, „Манастир Свети Прохор Пчињски 1903—1973” и за збирку Вариа су урађени аналитички инвентари. У оквиру категорисане архивске грађе архив поседује грађу од изузетног значаја, великог значаја и значајну архивску грађу.
У циљу заштите архивске грађе архив се ангажује на микрофилмовању и дигитализацији, до сада је урађено око 400.000 микрофилмских и око 200.000 дигиталних снимака архивске грађе. Историјски архив поседује и стручну библиотеку која садржи публикације из области архивистике, историје, књижевности, медицине, технике, монографије и друге. Најстарија публикација је из 1879. под називом „Рат Србије са Турском за ослобођење и независност 1877—1878” у издању Врховне команде српске војске.
Године 2003. су од Фонда Александра Арнаутовића добили награду „Златна архива” за допринос очувању српске баштине, 2004. јавно признање „Седми септембар” за изузетне резултате у области друштвене делатности од Скупштине општине Врање и 2016. признање „31. јануар” поводом Дана града Врања. Данас се налазе у склопу Дома културног центра са површином 326 метара квадратних у продужетку постојећег депоа.

## Догађаји
Историјски архив „31. јануар” је организовао следеће активности:
- Дани Врања
- Светосавска недеља
- Изложба „Свети Викентије митрополит Скопски”
- Изложба „Ђорђе Тасић — живот и дело”
- Изложба о Вићентију
- Изложба о Прохору у Београду
- Изложба „Чувари прошлости”
- Изложба „Манастири да су светлост свету”
- Изложба „Сведоци историје”
- Изложба „7. септембар 2021.”
- Изложба „Природно наслеђе југа Србије”
- Изложба „За крст часни и слободу златну”
- Изложба „Иво Андрић у дипломатији”
- Изложба „Јован Дучић у дипломатији”
- Изложба „130 година Гимназије у Врању”
- Изложба „Југословенске владе 1918—2006.”
- Изложба „Портрети краљице Марије и кнегиње Олге Карађорђевић”
- Изложба „Српско-турски ратови 1876—1878.”